# Дзарахохов, Хаджи-Мурат Уариевич

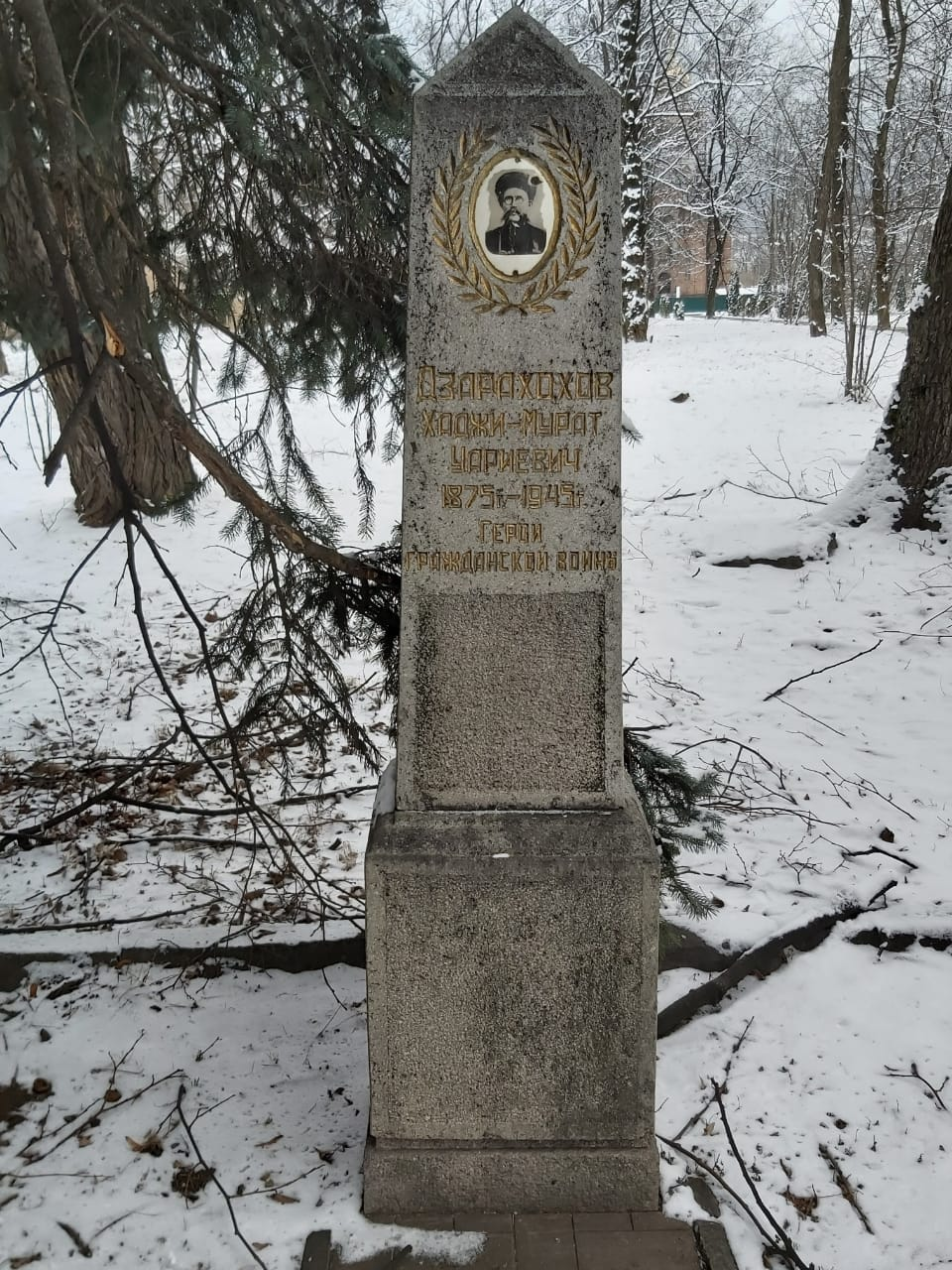
Могила Дзарахохова, Аллея Славы, Владикавказ

Хаджи́-Мура́т Уари́евич Дзарахо́хов (1874 или 1875, Зильги, Терская область — 10 сентября 1945, Дзауджикау) — герой Гражданской войны. Член Коммунистической партии с 1917 года.

## Биография
Родился в селе Зильги Северной Осетии в семье крестьянина. В 1906 году в поисках работы уехал в США, жил на Аляске, затем в Мексике, работал чернорабочим, клепальщиком и шахтёром. В США вступил в Русский социалистический кружок. Участник Первой мировой войны с 1914 года — в Кавказской туземной конной дивизии, награждён двумя Георгиевскими крестами. В 1917 года — председатель сотенного, заместитель председателя полкового комитета. Во время мятежа Корнилова с 350 всадниками дивизии перешёл на сторону революционных войск. Участвовал в Октябрьском вооружённом восстании в Петрограде, подавлении мятежа Керенского — Краснова. В Гражданскую войну командовал кавказским кавалерийским отрядом при подавлении мятежа Довбор-Мусницкого, в боях против белофиннов, против англо-американских интервентов под Архангельском, провёл ряд дерзких рейдов по тылам врага. Участвовал в боях на Северной Двине, за село Большие Озерки (03.1919), село Средь-Мехреньгу (01.1920), в освобождении города Холмогоры, открыв тем самым дорогу полкам 6-й Красной армии на Архангельск (02.1920). С августа 1920 — командир отдельного кавалерийского дивизиона в составе 1-й Конной армии и 14-й кавалерийской дивизии на Западном фронте, воевал против белополяков. Награждён двумя двумя орденами Красного Знамени (1927). После окончания Гражданской войны вернулся в родное село, с 1921 года работал в органах милиции Северо-Осетинской АССР. Избирался депутатом Верховного Совета Северо-Осетинской АССР.
Был убит преступниками во Владикавказе. Перезахоронен на Аллее Славы во Владикавказе. Его могила является памятником истории культурного наследия федерального значения.

## Награды
- орден Красного Знамени (1919)
- Георгиевский крест 3-й и 4-й степени
- другие ордена и медали

## Увековечение памяти
Именем Дзарахохова названы:
- Улица во Владикавказе.
- Улица в посёлке Двинской Березник Архангельской области.
- Улица в городе Шенкурск Архангельской области (улица Хаджи-Мурата)
- Улица в городе Беслан «ул Дзарахохова»
- Школа в селении Зильги «школа имени Хаджи-Мурата Дзарахохова»